# Alebroides quartus
Alebroides quartus är en insektsart som beskrevs av Irena Dworakowska 1997. Alebroides quartus ingår i släktet Alebroides och familjen dvärgstritar. Inga underarter finns listade i Catalogue of Life.